# Kagerser Brücke
Die Kagerser Brücke verbindet die südlich und nördlich der Donau gelegenen Stadtteile von Straubing zwischen den Ortsteilen Kagers und  Sossau.
Mit der Brückenanlage im Verlauf der Westtangente von Straubing werden durch die Kreisstraße SRs 48 an der Staustufe Straubing unmittelbar nacheinander drei Gewässer gequert: die Alte Donau am Unterhaupt der Schleuse Straubing, die Donau bei Stromkilometer 2321,83 S und der Laberableiter. Die Verkehrsfreigabe der Kagerser Brücke erfolgte am 7. August 1992.

## Konstruktion
Die gesamte Bauwerkslänge beträgt 542,5 Meter bei einer Brückenbreite von 15,75 Metern. Die Fahrbahnbreite beträgt 8,5 Meter, der östliche Geh- und Radweg misst 5 Meter und der westliche Dienststeg 1,75 Meter.

### Wehr- und Kraftwerksbrücke
Die Wehr- und Kraftwerksbrücke ist eine massive Spannbeton-Plattenbalkenbrücke mit einer Gesamtstützweite von 202,5 Metern.

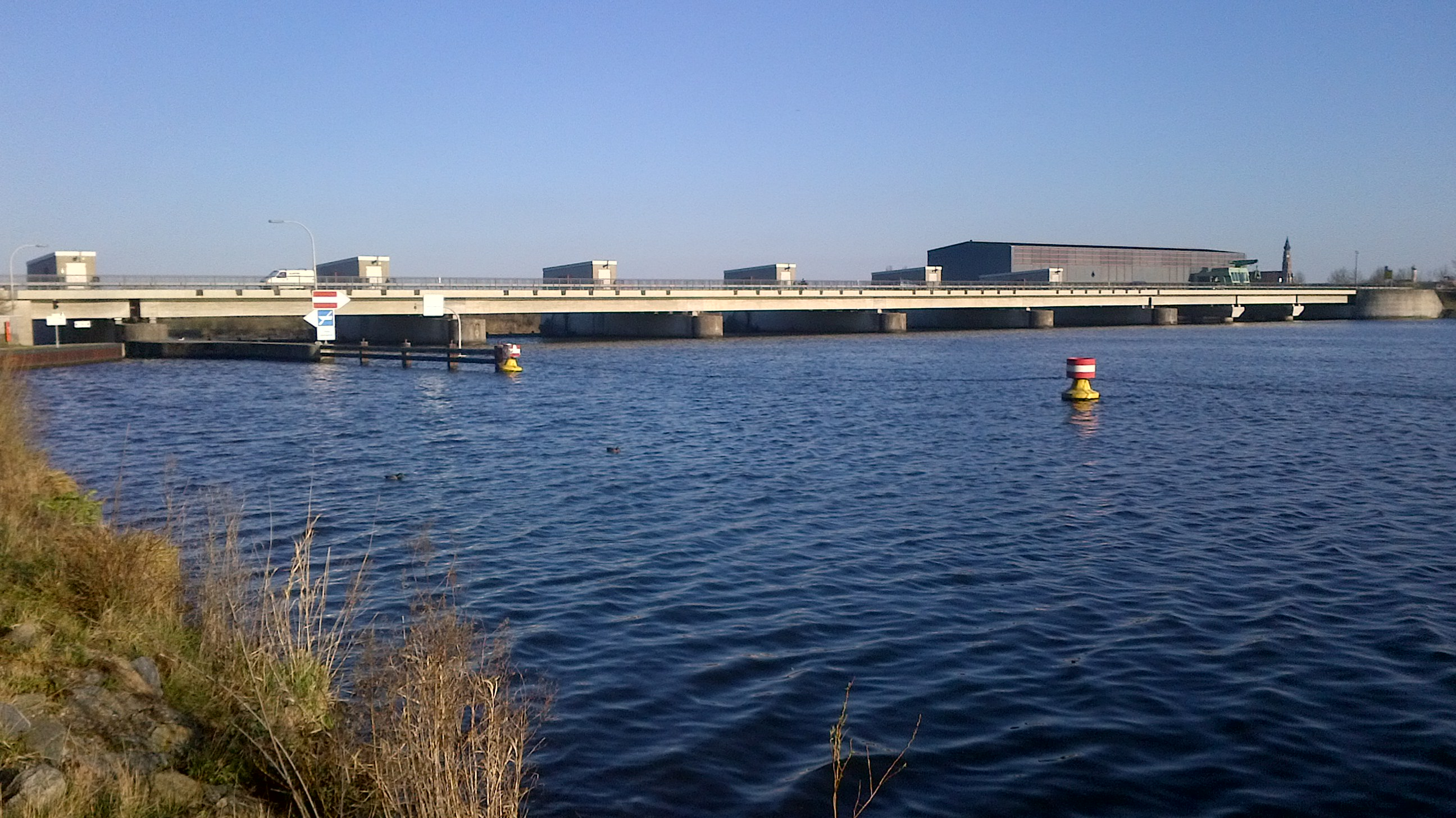
Wehr- und Kraftwerksbrücke

Ihre neun Brückenfelder in drei verschiedenen Längen leiten sich aus dem Aufbau der Staustufe ab.
 Vor dem Krafthaus sind drei etwa 20 Meter lange Felder angeordnet. Hier liegt der Überbau auf dem südlichen Widerlager, dem südlichsten Wehrpfeiler und zwei dazwischen angeordneten Pfeilern im Einlaufbereich des Kraftwerks, die jeweils aus drei zylindrischen Säulen mit oben liegendem Balken bestehen. In der Mitte liegen fünf etwa 27 Meter lange Brückenfelder vor den jeweiligen Wehrfeldern. Sie ruhen auf den sechs Wehrpfeilern, die stromauf verlängert auch als Brückenpfeiler dienen.  Nördlich ist das kleinste Feld angeordnet, welches nur die Bootsgasse und einen Wirtschaftsweg überbrückt und auf dem nördlichen Widerlager und dem nördlichsten Wehrpfeiler ruht. Die Oberkante aller Pfeiler liegt auf dem Niveau 322,82 m ü. NN. Der Überbau aus dem Plattenbalken mit sechs Stegen hat eine Konstruktionsbreite von 15,75 Meter und eine Konstruktionshöhe von 1,76 Meter. 
 Die Bauzeit der Brücke lag zwischen November 1989 und Juli 1992 mit Baukosten von etwa 3,8 Millionen DM.
Zwischen der Wehr- und Kraftwerksbrücke und der Schleusenbrücke verläuft die Kreisstraße SRs 48 auf einem etwa 60 Meter langen Erddamm, auf dem nach Westen die Zufahrt zur Schleuse abzweigt.

### Schleusenbrücke
Die Brücke am Unterhaupt der Schleuse ist eine 71,1 Meter lange massive Spannbeton-Plattenbalkenbrücke mit drei Feldern.
 

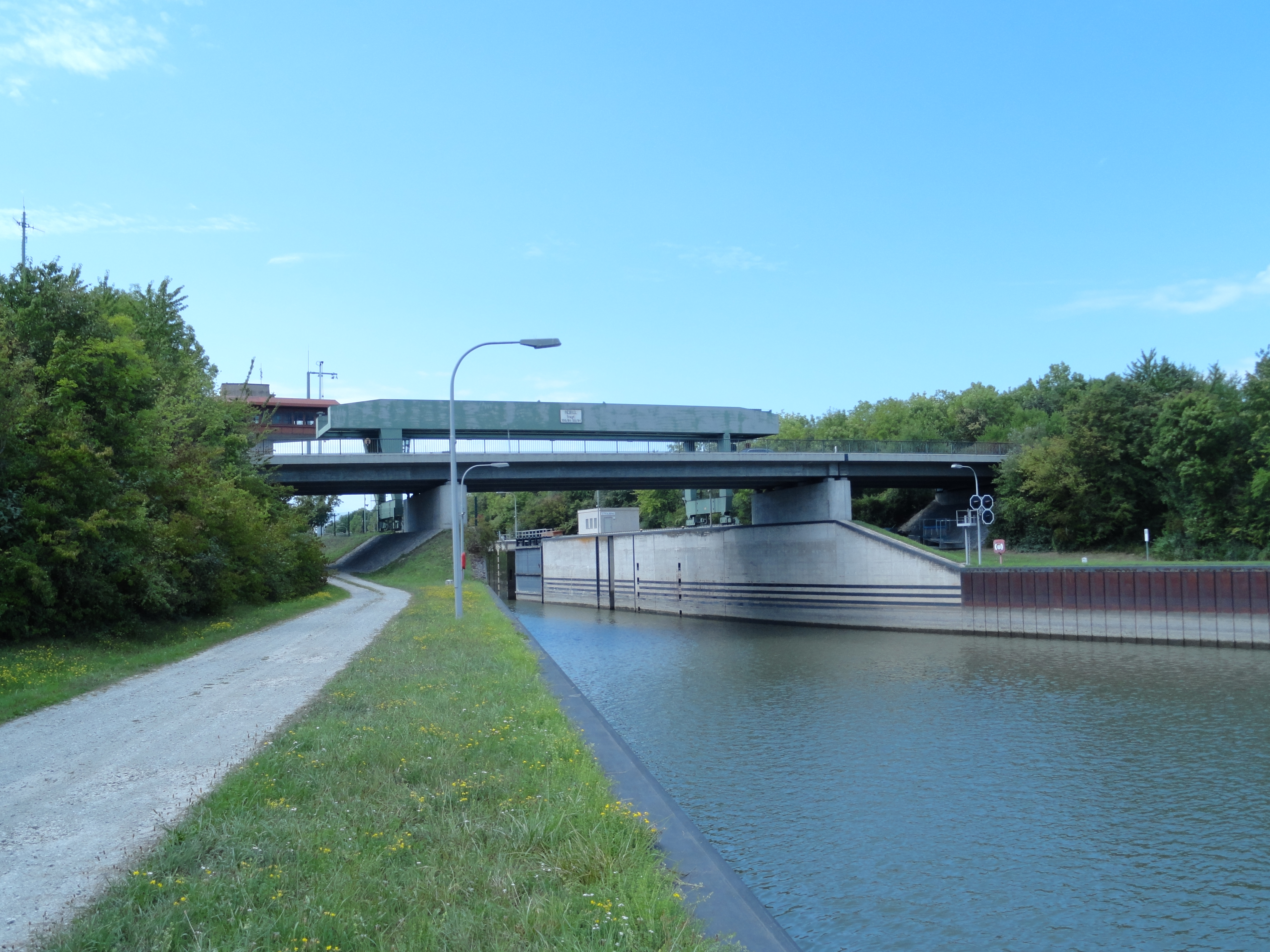
Brücke am Unterhaupt der Schleuse

Das mittlere Feld liegt unmittelbar abwärts des Unterhaupts der Schleuse und ist etwa 29 Meter lang. Die beiden Pfeiler gründen auf der Verlängerung der Außenwände des Scheusenbeckens nach Osten. Das Schleusenbecken mit einer lichten Weite von 24 Metern hat eine 32 Meter breite Fundamentplatte. Die äußeren Brückenfelder mit jeweils etwa 21 Metern Länge unterführen Wirtschaftswege.
 Der Überbau aus dem Plattenbalken mit vier Stegen hat eine Konstruktionsbreite von 15,75 Meter und eine Konstruktionshöhe von 1,34 Meter.
Die Bauzeit der Brücke lag zwischen Juni 1984 und November 1984 mit Baukosten von etwa 3,3 Millionen DM.

### Laber-Brücke
Die Brücke über den Laberableiter ist eine 77 Meter lange massive Spannbeton-Plattenbalkenbrücke mit vier Feldern und liegt südlich der Wehr- und Kraftwerksbrücke.
 Sie überspannt den Laberableiter mit drei Feldern, beginnend am nördlichen Widerlager über zwei Betonpfeiler mit ovalem Querschnitt im Bett des Flusses und überbrückt mit dem südlichen Feld zwischen Widerlager und Pfeiler auf dem Damm des Laberableiters noch die Kreisstraße SRs 10. Der Überbau aus dem Plattenbalken mit sechs Stegen hat eine Konstruktionsbreite von 15,75 Meter und eine Konstruktionshöhe von 1,26 Meter. 
 Die Bauzeit der Brücke lag zwischen September 1985 und September 1986 mit Baukosten von etwa 1,3 Millionen DM.
Zwischen der Laber-Brücke und der Wehr- und Kraftwerksbrücke verläuft die Kreisstraße SRs 48 etwa 140 Meter auf einem Erddamm, auf dem nach Osten die Zufahrt zum Kraftwerk und nach Westen die Zufahrt zur Umspannwerk abzweigen.

## Geschichte
Mit der Staustufe in der Donau bei Straubing wurden auch die Straßenbrücken über den Fluss neu errichtet. Dadurch wurde eine neue Umfahrung von Straubing im Westen möglich, die so genannte Westtangente. Namensgebend war der in der Nähe liegende Straubinger Stadtteil Kagers.